# Szalay Péter (politikus)
Szalay Péter (Buda, 1846. október 6. – Budapest, 1908. november 9.) államtitkár, a posták, távírók és telefonok elnök-igazgatója.

## Életpályája
Szalay István (1820–1894; József nádor meghitt titkára) és Mayerffy Ida (1826–1895) fia, Szalay László történetírónak unokaöccse. Tanulmányait a pesti egyetemen végezte és 1867-ben megszerezte az ügyvédi oklevelet. Még ugyanazon évben Gorove István miniszter kinevezte miniszteri segédfogalmazóvá a postaszakosztályba, később postatiszti vizsgát is tett. 1872-ben gyakorlati szolgálattételre kiküldette magát egy évre a zágrábi postaigazgatósághoz, midőn a fiumei és trieszti tengeri és szárazföldi postaszolgálatot is tanulmányozta. A postaszakosztályban időközben miniszteri fogalmazó, majd titkár és osztálytanácsos lett. Budapesten, 1878. április 30-án kötött házasságot Flesch Ilonával (1857–1923). Baross Gábor 1887-ben megbízta a közúti szakosztály egyik ügyosztályának vezetésével, ahol kivált a hadászati utak és hidak ügyeivel foglalkozott és 1894-ben miniszteri tanácsosi címet kapott. 1895-ben átvette a magyar posta- és távíró- és telefonügyek vezetését. 1896. májusban kinevezték az újonnan szervezett posta-, távíró- és telefonvezérigazgatóság élére elnök-igazgatóvá. Az 1896 nyarán Budapesten ülésező nemzetközi távírói értekezlet elnöke volt; ekkor kapta a Ferenc József-rend középkeresztjét. Ezen értekezlet eredménye: az 1897. szeptember 1-jén a közforgalomnak átadott budapest-londoni és budapest-párizsi közvetlen távíró összeköttetés. Alatta létesült a fiume-abbáziai és sok egyéb telefonösszeköttetés is. Jelentékeny része volt a budapesti telefonhálózat végleges államosítása és rendezése ügyében. Az 1897. május 5-én megnyílt washingtoni nemzetközi postakongresszuson ő képviselte hazánkat. 1898-ban Szentpétervárott vezette Magyarország részéről a magyar-orosz külön postaegyezményre vonatkozó tárgyalásokat. Kezdeményezte és vezetése alatt nyert befejezést a távbeszélő kábelhálózat és 20 000 előfizetőre berendezett új központja. 1908. nyarán 40 éves szolgálata után nyugalomba vonult.
Cikkei a szaklapokban jelentek meg.